# Archaeogomphus furcatus
Archaeogomphus furcatus là loài chuồn chuồn trong họ Gomphidae. Loài này được Williamson mô tả khoa học đầu tiên năm 1923.